# Leyla (Roman)
Leyla ist ein Roman von Feridun Zaimoglu aus dem Jahr 2006. Er erzählt die Lebensgeschichte einer türkischen Einwanderin der ersten Generation.

## Inhalt
Diese wird aus der Sicht des jungen Mädchens Leyla berichtet. Im Zentrum steht zunächst die siebenköpfige Familie in Ostanatolien Mitte der 1950er Jahre. Sie lebt in beengender Armut, der Vater ist ein schlimmer Despot, führt ein strenges Regiment über Frau, Söhne und Töchter. Den Verhältnissen einer auch ansonsten patriarchalisch ausgerichteten Welt zu entkommen, bedeutet für Leyla einen langen Leidensweg, den sie mit Geduld geht. Immer wieder tauchen Männerfiguren auf, die sie von ihrem Glück abhalten wollen. Am Ende steht ein Leben als Arbeitsmigrantin in Deutschland.

## Bedeutung
Das Buch wurde mehrfach ausgezeichnet. Bei der Verleihung des Carl-Amery-Literaturpreises 2007 an Zaimoglu wurde das Werk von Rolf-Bernhard Essig als Summe der bisherigen Werke des Autors charakterisiert: Es fänden sich „autobiographische Einsprengsel, […] nicht die Geburtsgeschichte des Autors, die wörtlich aus alten Interviews in den Roman Eingang fand, sondern beispielsweise Leylas Liebe zu Shakespeare, besonders zu Romeo und Julia, ein Stück, das Zaimoglu bearbeitet hat. Die Tiraden des Vaters in Leyla: Verdanken sie sich nicht dem kanakischen Schimpfjargon, wie dieser ja alttestamentarischen und türkisch-archaischen Fluchreden viel verdankte? Die Freude am verschachtelten Erzählen und an einer Fülle von Geschichten gibt es schon in Theaterstücken wie Casino Leger und in Zwölf Gramm Glück“.

## Plagiatsvorwurf
Im Mai 2006 wurde Zaimoğlu seitens einer anonym gebliebenen Literaturwissenschaftlerin unterstellt, Leyla plagiiere weite Teile des Romans Das Leben ist eine Karawanserei von Emine Sevgi Özdamar. Dies wurde mit Parallelen in der Handlung sowie vergleichbaren Metaphern begründet. Zaimoğlu bestritt, „jemals eine Zeile“ von Özdamars Roman gelesen zu haben. Auch Özdamar sprach den Autor vom Plagiatsvorwurf frei. Später wurde hinter dem Plagiatsvorwurf, der zunächst bis in den Folgemonat die deutschen Feuilletons beherrschte, ein Versuch der üblen Nachrede gegenüber Zaimoglu vermutet.

## Auszeichnungen
Für Leyla erhielt Zaimoglu 2007 den Grimmelshausen-Preis und den Kunstpreis des Landes Schleswig-Holstein.

## Theaterbearbeitung
Der Berliner Theaterregisseur Yüksel Yolcu adaptierte das Werk wenig erfolgreich für die Bühne.